# LOGOS〜行〜
『LOGOS〜行〜』（ロゴス〜ぎょう〜）は、1989年6月1日に発売されたGRASS VALLEYの4枚目のアルバム。

## 解説
実験的側面の強い前作『STYLE』に対し、本作はポップ性を帯びたアルバムであり、GRASS VALLEY作品群の中でも代表作とされる「TRUTH」や「MY LOVER」、上領亘による「鶴」も収録され、バリエーションに富んだ内容になっている。

## 収録曲
全編曲：GRASS VALLEY
1. 空中回廊
作詞:出口雅之　作曲:本田恭之
2. 星のジョーカー
作詞:出口雅之　作曲:本田恭之
3. IDENTITY CRISIS
作詞:出口雅之/上領亘　作曲:上領亘
4. イデア
作詞・作曲:上領亘
5. GOOD TIMES さよなら
作詞:出口雅之　作曲:根本一朗
6. BANG BANG
作詞:出口雅之　作曲:西田信哉
7. 砂漠の少年
作詞・作曲:本田恭之
8. TRUTH
作詞:出口雅之　作曲:本田恭之
9. MY LOVER
作詞:出口雅之　作曲:本田恭之
10. DEAD END STREET
作詞:出口雅之　作曲:根本一朗
11. 鶴 (Instrumental)
作曲:上領亘